# Steve Buckley (Musiker)
Steve Buckley (* 6. Januar 1959 in Orpington (Kent)) ist ein britischer Jazzmusiker (Alt- und Sopransaxophon, Pennywhistle, Bassklarinette).

## Wirken
Buckley erhielt ab dem Alter von zehn Jahren Klarinettenunterricht bei Cyril Chapman (vom Royal Philharmonia Orchestra) und später bei Colin Courtney (Royal College of Music). Zwischen 14 und 18 gehörte er zum Bromley Symphony Orchestra. Unter dem Eindruck von Charlie Parker spielte er ab dem Alter von 16 Jahren auch Saxophon. Er studierte an der Leeds University Erdwissenschaften, bevor er sich für eine Karriere als Musiker entschied.
Buckley war seit 1985 ein Schlüsselmitglied der Loose Tubes; dann gehörte er zu Human Chain. Er spielte auch in Ashley Slaters Microgroove und Django Bates’ Delightful Precipice. Mit dem Trompeter Chris Batchelor leitete er Gruppen und veröffentlichte drei Alben. 2006 erhielten sie den Preis von BBC Jazz on 3 für ihre Arbeit mit Ten Tall Tales. Buckley arbeitete weiterhin mit John Taylor, Julian Argüelles, Eddie Parker, Steve Noble, Billy Jenkins, Huw Warren, Christine Tobin, Colin Towns, Gene Calderazzo, Kit Downes, Mike Outram, Mark Lockheart, Joseph Jarman, Jonathon Joseph und Leroy Jenkins. Er war auch mit brasilianischen und afrikanischen Musikern in Gruppen wie Bosco D'Oliveras Grupo Folia, The Pan-African Orchestra, Kakatsitsi und Massukos tätig. Er lehrte am Truro Jazz College der University of Plymouth.

## Diskographische Hinweise
- Django Bates Summer Fruits (and Unrest) (JMT, 1993)
- Chris Batchelor/Steve Buckley: The Whole and the Half (FMR, 1995, mit Wayne Batchelor, Steve Watts, Steve Noble, Martin France)
- Noble/Marshall/Buckley  Bud Moon (1996)
- Chris Batchelor/Steve Buckley: Life As We Know It (Babel, 1999, mit Paul Clavis, Mark Sanders)
- Chris Batchelor/Steve Buckley: Big Air (2008, mit Myra Melford, Oren Marshall, Jim Black)